# Fiefs

Fiefs este o comună în departamentul Pas-de-Calais, Franța. În 1 ianuarie 2022 avea o populație de 372 de locuitori.